# تایسسایل
تایسسایل (به آلمانی: Theisseil) یک شهر در آلمان است که در نویشتادت ان در والدناب واقع شده‌است. تایسسایل ۱٬۲۲۸ نفر جمعیت دارد.